# Bodtjärnen (Anundsjö socken, Ångermanland, 707996-157303)
Bodtjärnen är en sjö i Örnsköldsviks kommun i Ångermanland och ingår i Ångermanälvens huvudavrinningsområde. Sjön har en area på 0,103 kvadratkilometer och ligger 421,1 meter över havet. Sjön avvattnas av vattendraget Bodbäcken.

## Delavrinningsområde
Bodtjärnen ingår i det delavrinningsområde (708048-157243) som SMHI kallar för Utloppet av Bodtjärnen. Medelhöjden är 432 meter över havet och ytan är 1,71 kvadratkilometer. Det finns inga avrinningsområden uppströms utan avrinningsområdet är högsta punkten. Bodbäcken som avvattnar avrinningsområdet har biflödesordning 3, vilket innebär att vattnet flödar genom totalt 3 vattendrag innan det når havet efter 161 kilometer. Avrinningsområdet består mestadels av skog (19 procent) och sankmarker (75 procent). Avrinningsområdet har 0,1 kvadratkilometer vattenytor vilket ger det en sjöprocent på 6 procent.